# Aeroportul Basango Mboliasa
Aeroportul Basango Mboliasa (IATA: KRZ, ICAO: FZBT) este un aeroport din Bandundu⁠(d), Republica Democratică Congo ce deservește zona Kiri.
Situat la o altitudine de 310 m, aeroportul dispune de 1 pistă.

## Infrastructură

### Piste
Aeroportul dispune de o singură pistă. Pista are orientarea 07/25. 